# Kun for mig
Kun for mig è il primo singolo estratto dal secondo album della cantante danese Medina, intitolato Velkommen til Medina. È stato pubblicato il 22 settembre 2008 dalle etichette discografiche At:tack e Labelmade. Il singolo è stato prodotto dalla squadra di produttori Providers ed è stato scritto da Medina Valbak, Rasmus Stabell e Jeppe Federspiel.
Il singolo è rimasto in classifica in Danimarca per 52 settimane non consecutive, sei delle quali trascorse alla vetta. Ne è stata registrata anche una versione in inglese, You and I, inclusa nell'album Welcome to Medina.

## Tracce
Download digitale
1. Kun for mig - 4:12

Remix
1. Kun for mig (DJ Aligator Club Remix) - 5:56
2. Kun for mig (DJ Aligator Radio Remix) - 3:59
3. Kun for mig (Rune RK Remix) - 6:00
4. Kun for mig (Spider Monkey Remix) - 7:59
5. Kun for mig (Svendstrup & Vendelboe Remix) - 5:04

## Classifiche
| Classifica (2009) | Posizione massima |
| ----------------- | ----------------- |
| Danimarca         | 1                 |